# Deutsches Marinemuseum
Het Deutsches Marinemuseum is een maritiem museum in Wilhelmshaven. Het museum geeft een overzicht van de ontwikkeling van de Duitse marine vanaf 1848. Er is een buitenhaven waar diverse marineschepen zijn te bezoeken.

## Geschiedenis
Het museum is gekomen na een initiatief van de stad Wilhelmshaven. De stad had al lange tijd een marinehaven binnen de stadsgrenzen. Het museum is handen van een stichting en financiert de activiteiten uit toegangsgelden en heeft ook diverse sponsors. De Duitse marine heeft in de nabijheid een eigen museum.

## Expositie
In het museumgebouw zijn vaste exposities over drie verschillende tijdperken: de marine tussen 1848-1914, tijdens de beide wereldoorlogen en het interbellum en tot slot de ontwikkeling van de marine na 1945 tot het heden.
In de haven bij het museum liggen diverse schepen die voor het publiek toegankelijk zijn, in het water of op de kade. Torpedobootjager Mölders is het grootste marineschip in de collectie. Het schip telde een bemanning van 334 koppen en de bezoeker wordt geleid langs wapensystemen en verblijfsruimten. Het schip is ter beschikking gesteld door het Wehrtechnischen Studiensammlung Koblenz van de Bundeswehr. Verder liggen er de mijnenjager Weilheim en de onderzeeboot U 10. Per medio 2016 is de S71 Gepard, een snelle motorboot bewapend met antischeepsraketten, aan de museumvloot toegevoegd.
Op het buitenterrein wordt verder een indruk gegeven van de ontwikkeling van de maritieme technologie vanaf de Eerste Wereldoorlog tot het heden.

## Fotogalerij

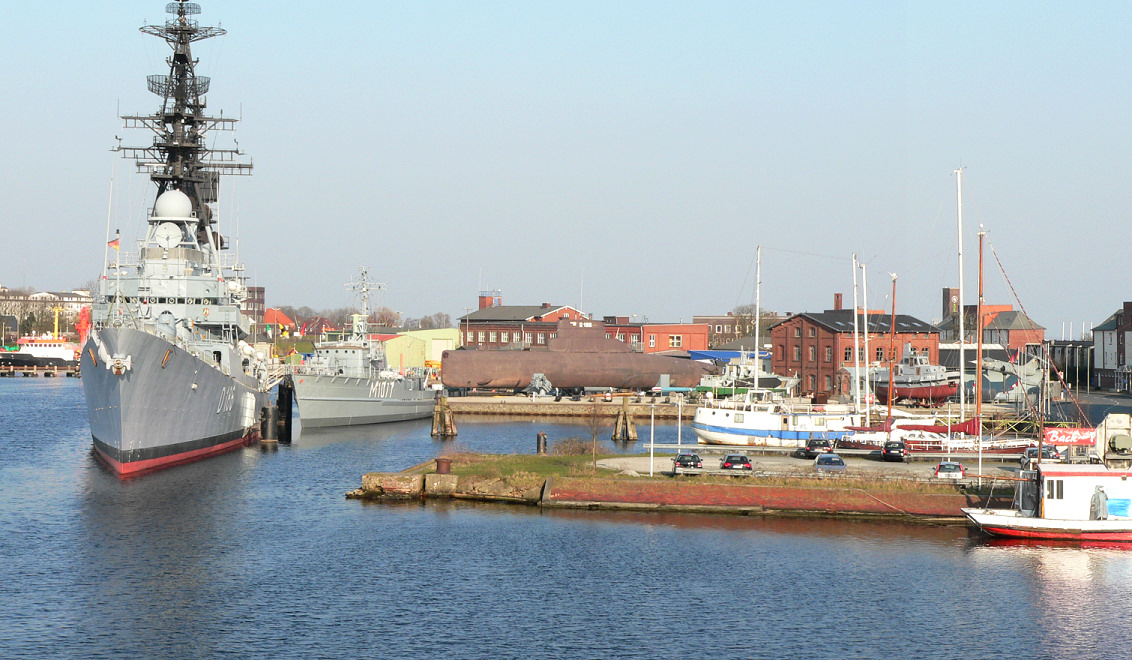
Deutsches Marinemuseum te Wilhelmshaven
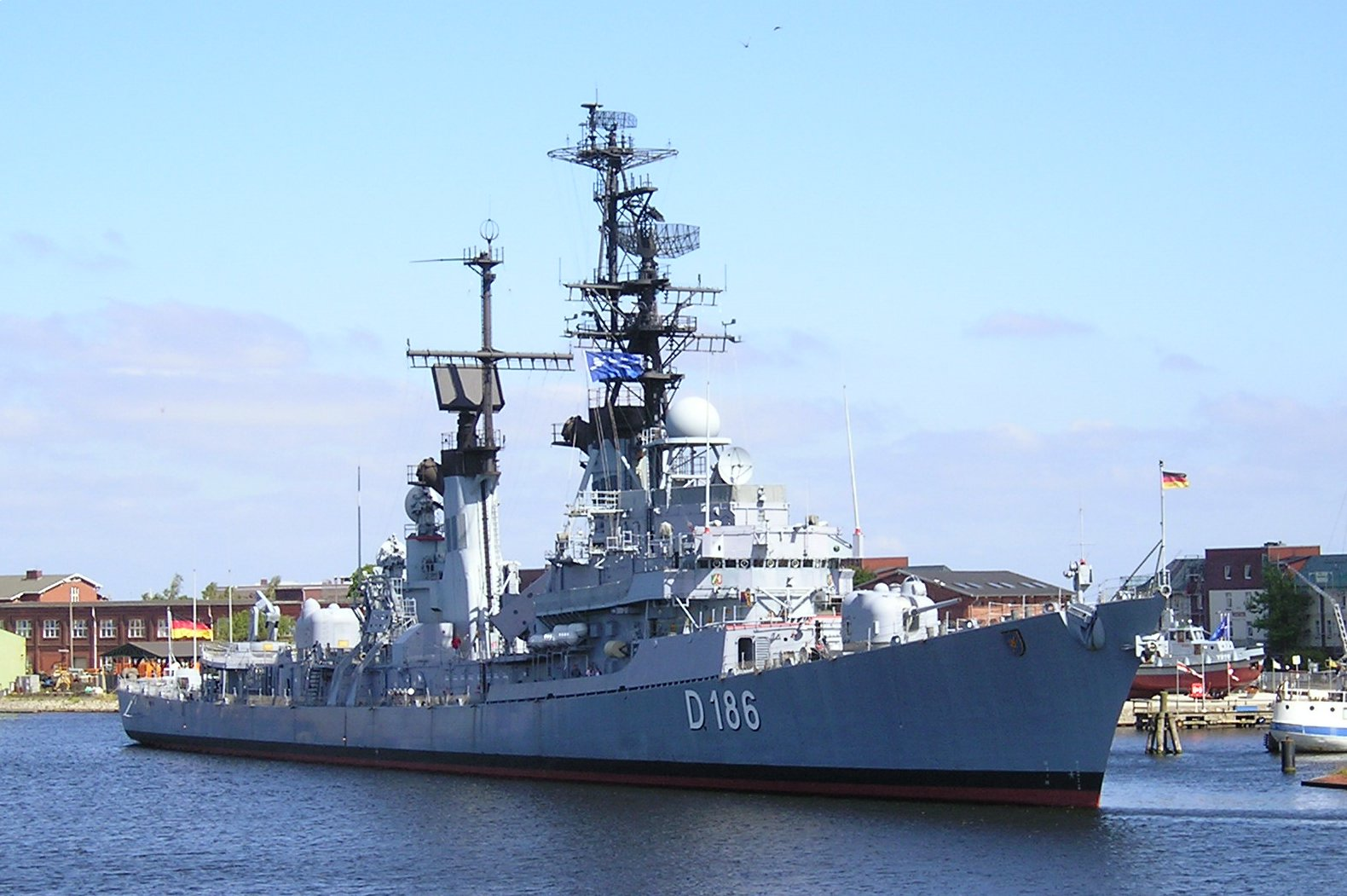
Torpedobootjager Mölders (D 186) in het Marinemuseum
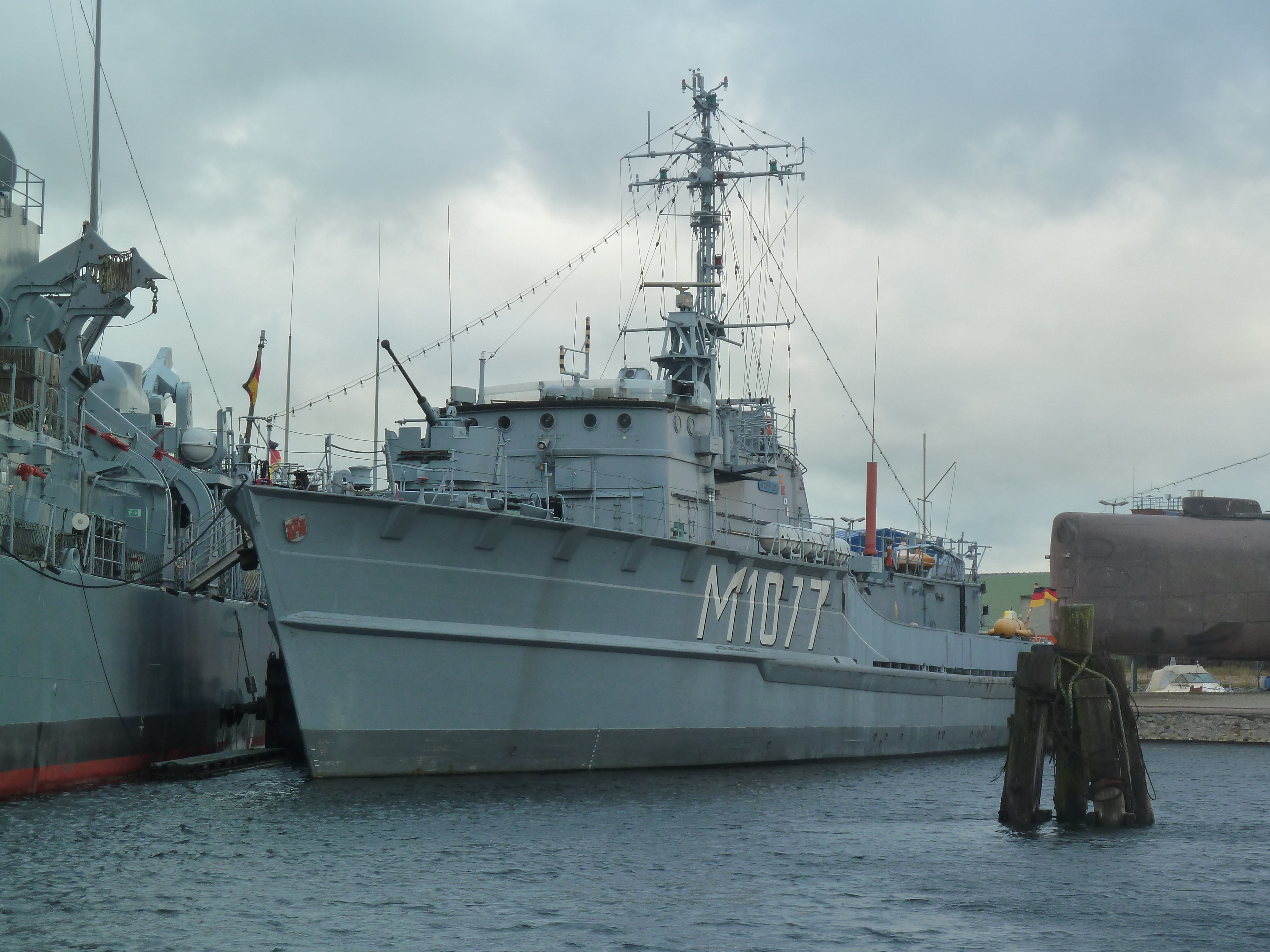
Mijnenjager Weilheim
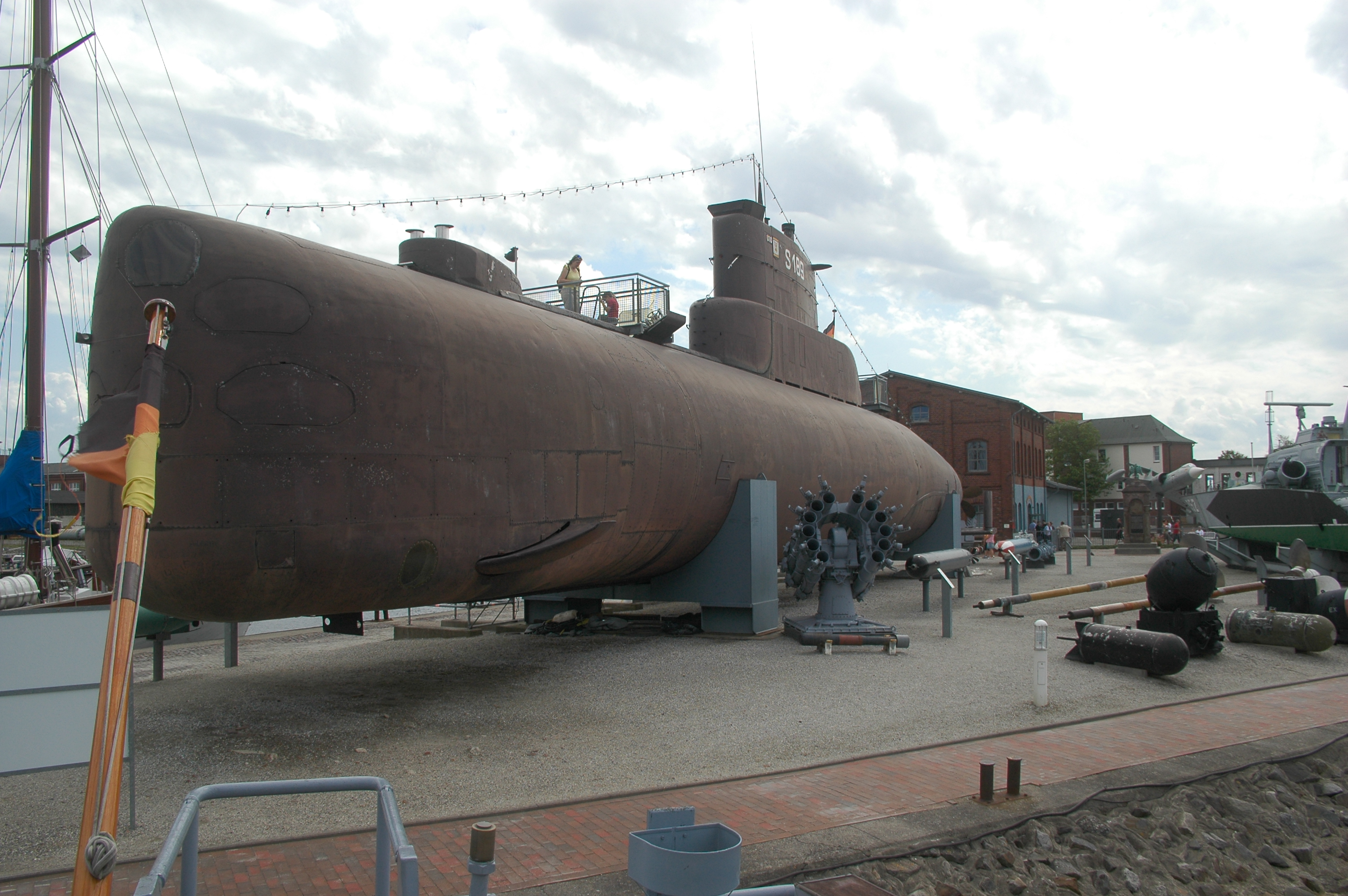
Onderzeeboot U 10
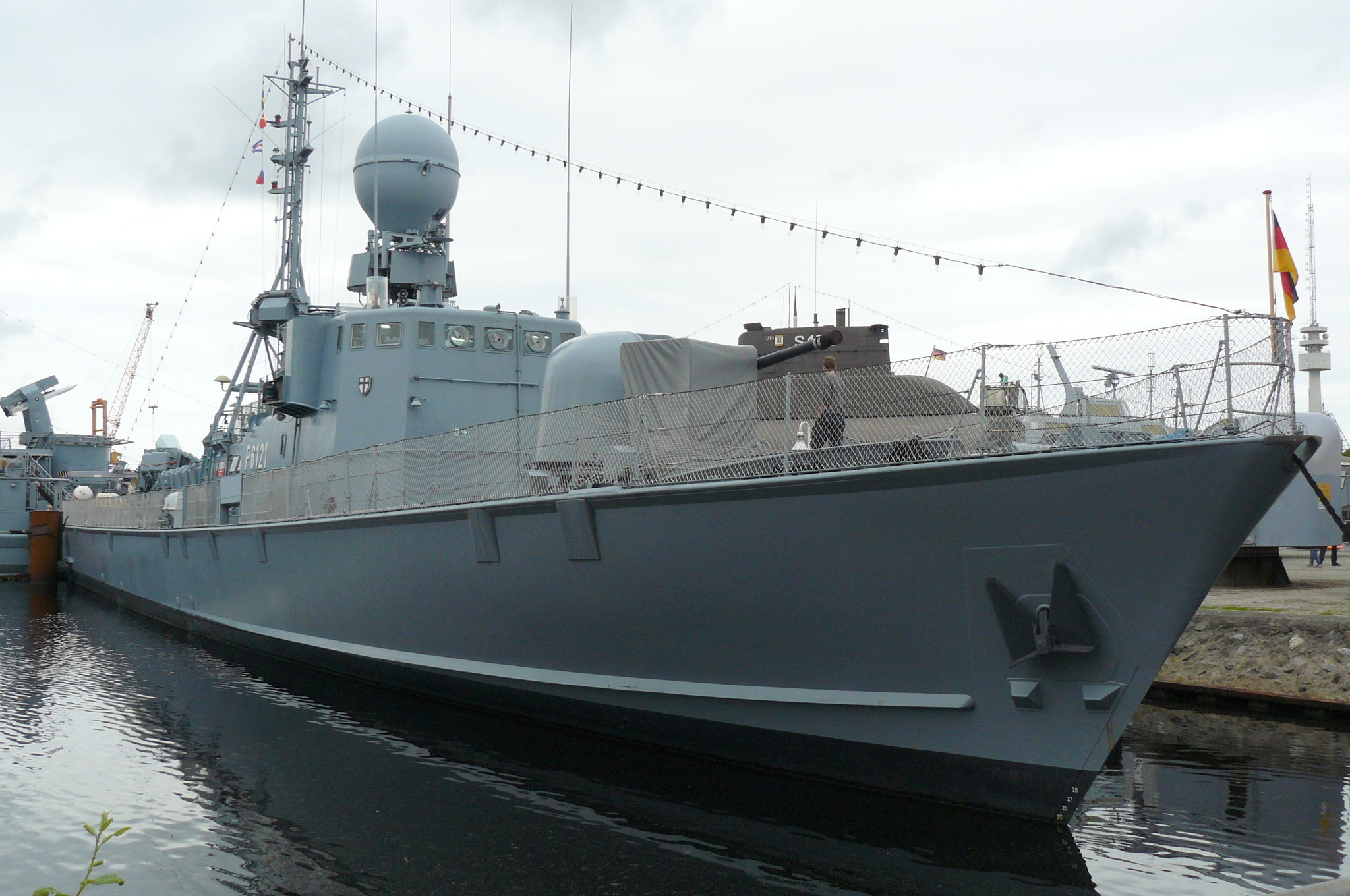
S71 Gepard

- Bibliothèque nationale de France: cb150906560 (data)
- Gemeinsame Normdatei: 2180687-1
- International Standard Name Identifier: 0000 0001 2291 5330
- Library of Congress Control Number: nr00018314
- Système universitaire de documentation: 086304534
- Virtual International Authority File: 139944890